# Контрольна
Контро́льна (рос. Контрольная) — селище у складі Промишленнівського округу Кемеровської області, Росія.

## Населення
Населення — 170 осіб (2010; 133 у 2002).
Національний склад (станом на 2002 рік):
- росіяни — 94 %